# エンニオ・モリコーネ
エンニオ・モリコーネ（Ennio Morricone、1928年11月10日 - 2020年7月6日）は、イタリアの作曲家である。『太陽の下の18才』『荒野の用心棒』『続・夕陽のガンマン』『シシリアン』『ニュー・シネマ・パラダイス』などの映画音楽を担当したことで知られた。

## 経歴
ローマで生まれ、ローマのサンタ・チェチーリア音楽院でゴッフレド・ペトラッシに作曲技法を学んだ後、作曲家としてテレビ・ラジオ等の音楽を担当した。1950年代末から映画音楽の作曲、編曲、楽曲指揮をしている。映画音楽家デビューは1960年の『歌え!太陽』（Appuntamento a Ischia）だと言われていたが、オリジナルのスコアを使用した映画は1961年のルチアーノ・サルチェ監督の『ファシスト』（Il Federale）であり、こちらがデビュー作だと言われるようになっている。同年、カトリーヌ・スパーク主演『太陽の下の18歳』の映画音楽を担当し、「サンライト・ツイスト(邦題）」（ゴーカート・ツイスト）で注目を浴びた。モリコーネの特集番組は、マカロニ・ウェスタンの曲から始まることが多いが、本来は「サンライト・ツイスト」が最初の重要曲である。
1960年代半ばから70年代前半にかけては、『荒野の用心棒』『夕陽のガンマン』『続夕陽のガンマン」などの「マカロニ・ウェスタン」映画のテーマでモリコーネの名声は高まった。他にも『シシリアン』、ジョーン・バエズが歌った「勝利への讃歌」(1972)なども好評だった。マカロニ・ウエスタンでは、セルジオ・レオーネ監督との名コンビでも知られた。
1986年、ローランド・ジョフィ監督の歴史映画『ミッション』で新境地を開拓、それ以後はイタリア国外でも評価が高まり、1987年には『アンタッチャブル』でグラミー賞を受賞、1989年には『ニュー・シネマ・パラダイス』で世界的な知名度を得た。生涯でアカデミー賞にノミネートされたのは、『天国の日々』（1978年）、『ミッション』（1986年）、『アンタッチャブル』（1987年）、『バグジー』（1991年)、『マレーナ』（2000年）、『ヘイトフル・エイト』(2016年)と、合計6回に及ぶ。日本でも、2003年にNHKの大河ドラマ『武蔵 MUSASHI』の音楽を担当している。
2007年、第79回アカデミー賞において名誉賞を受賞した。
2016年には『ヘイトフル・エイト』の音楽で、第88回アカデミー賞 作曲賞を受賞した。
2017年、イタリア共和国功労勲章受章。
2019年、旭日小綬章受章。
2020年7月6日、ローマの病院で死去。91歳没。6月末に大腿骨骨折の為に入院中だったという。

## 人物
早めに就寝し、午前4時には起きて、朝に運動や作曲を行うという生活習慣を採っていた。
愛妻家として知られ、2007年にアカデミー名誉賞を受賞した際には、壇上で「このオスカーを、大いなる献身と愛情を持って、長年自分のそばに常にいてくれた妻のマリアに捧げたい。マリア、君への想いは変わらない」と、愛妻マリア夫人に感謝の言葉を捧げている
。
チョコレートが好きで一時体重が86キロあったが、食べる量を減らし、家の中を走り回って72キロにまで減らした。ここまで減らしたのだからたまにまたチョコレートくらい食べてもいいのではないかとは思っているが妻に怒られるので内緒で食べることにしていた。
マカロニ・ウェスタンやジャッロなど暴力や流血描写が多い映画への音楽提供で名高いが、モリコーネ本人は過度な流血描写を嫌悪すると語っている。セルジオ・コルブッチ監督の『続・荒野の用心棒』に対しては公開当時から一貫して俗悪な映画であると考えており、モリコーネの音楽を使用したクェンティン・タランティーノの映画『ジャンゴ 繋がれざる者』（2012年）に対しても「正直言って好きな映画ではない。流血ばかりで」と語っている。ピエル・パオロ・パゾリーニ監督は、残酷描写の多い『ソドムの市』（1975年）の音楽をモリコーネに依頼した時、試写でショッキングな描写を一切モリコーネに見せなかった。モリコーネはこの配慮に感銘を受け、終生パゾリーニに対して変わらぬ友情の念を抱いていると語っていた。
モリコーネは献身的なカトリック教徒であり、キリスト教民主党を支持したが、一方で「キリストは最初のコミュニストだった」とも語り、1990年代初頭のイタリア政界の激変では、民主党を支持した
。

## ディスコグラフィ

### テレビ番組
- NHK特集 ルーブル美術館 - 番組の作曲を担当。
- 武蔵 MUSASHI（2003）

### 純器楽作品
- 「ピアノ独奏のための四つの練習曲[25]」 ツェルボーニ社

## 著書
- 『エンニオ・モリコーネ、自身を語る』 中山エツコ訳（河出書房新社、2013年）
- 『あの音を求めて モリコーネ、音楽・映画・人生を語る』石田聖子・岡部源蔵訳（フィルムアート社、2022年）
- 『エンニオ・モリコーネ　映画音楽術 マエストロ創作の秘密　ジュゼッペ・トルナトーレとの対話』真壁邦夫訳（DU BOOKS、2022年）

## 関連文献
- 『エンニオ・モリコーネ映画大全』洋泉社、2016年

東京エンニオ・モリコーネ研究所編著。映画音楽記録集成の大著
- 『エンニオ・モリコーネ』愛育社、2002年 - 著名人25名が語る音楽の魅力。小著

## 受賞歴
| 賞                                   | 年     | 部門             | 作品                                           | 結果       |
| ------------------------------------ | ------ | ---------------- | ---------------------------------------------- | ---------- |
| ナストロ・ダルジェント賞             | 1965年 | 作曲賞           | 『荒野の用心棒』                               | 受賞       |
| ナストロ・ダルジェント賞             | 1970年 | 作曲賞           | 『ある夕食のテーブル』                         | 受賞       |
| ナストロ・ダルジェント賞             | 1972年 | 作曲賞           | 『死刑台のメロディ』                           | 受賞       |
| ナストロ・ダルジェント賞             | 1985年 | 作曲賞           | 『ワンス・アポン・ア・タイム・イン・アメリカ』 | 受賞       |
| ナストロ・ダルジェント賞             | 1988年 | 作曲賞           | 『アンタッチャブル』                           | 受賞       |
| ナストロ・ダルジェント賞             | 2000年 | 作曲賞           | 『Canone inverso - Making Love』               | ノミネート |
| ナストロ・ダルジェント賞             | 2001年 | 作曲賞           | 『マレーナ』                                   | 受賞       |
| ナストロ・ダルジェント賞             | 2007年 | 作曲賞           | 『題名のない子守唄』                           | 受賞       |
| ナストロ・ダルジェント賞             | 2013年 | 作曲賞           | 『鑑定士と顔のない依頼人』                     | 受賞       |
| アカデミー賞                         | 1978年 | 作曲賞           | 『天国の日々』                                 | ノミネート |
| アカデミー賞                         | 1986年 | 作曲賞           | 『ミッション』                                 | ノミネート |
| アカデミー賞                         | 1987年 | 作曲賞           | 『アンタッチャブル』                           | ノミネート |
| アカデミー賞                         | 1991年 | 作曲賞           | 『バグジー』                                   | ノミネート |
| アカデミー賞                         | 2000年 | 作曲賞           | 『マレーナ』                                   | ノミネート |
| アカデミー賞                         | 2006年 | 名誉賞           | -                                              | 受賞       |
| アカデミー賞                         | 2015年 | 作曲賞           | 『ヘイトフル・エイト』                         | 受賞       |
| 英国アカデミー賞                     | 1979年 | 作曲賞           | 『天国の日々』                                 | 受賞       |
| 英国アカデミー賞                     | 1984年 | 作曲賞           | 『ワンス・アポン・ア・タイム・イン・アメリカ』 | 受賞       |
| 英国アカデミー賞                     | 1986年 | 作曲賞           | 『ミッション』                                 | 受賞       |
| 英国アカデミー賞                     | 1987年 | 作曲賞           | 『アンタッチャブル』                           | 受賞       |
| 英国アカデミー賞                     | 1990年 | 作曲賞           | 『ニュー・シネマ・パラダイス』                 | 受賞       |
| 英国アカデミー賞                     | 2015年 | 作曲賞           | 『ヘイトフル・エイト』                         | 受賞       |
| セザール賞                           | 1980年 | 音楽賞           | 『I as in Icarus』                             | ノミネート |
| セザール賞                           | 1982年 | 音楽賞           | 『プロフェッショナル』                         | ノミネート |
| セザール賞                           | 2016年 | 音楽賞           | 『ブラックボード 戦火を生きて』                | ノミネート |
| ダヴィッド・ディ・ドナテッロ賞       | 1981年 | 作曲賞           | 『Bianco, rosso e Verdone』                    | ノミネート |
| ダヴィッド・ディ・ドナテッロ賞       | 1988年 | 作曲賞           | 『フェラーラ物語／「金縁の眼鏡」より』         | 受賞       |
| ダヴィッド・ディ・ドナテッロ賞       | 1989年 | 作曲賞           | 『ニュー・シネマ・パラダイス』                 | 受賞       |
| ダヴィッド・ディ・ドナテッロ賞       | 1991年 | 作曲賞           | 『みんな元気』                                 | 受賞       |
| ダヴィッド・ディ・ドナテッロ賞       | 1993年 | 作曲賞           | 『鯨の中のジョナ』                             | 受賞       |
| ダヴィッド・ディ・ドナテッロ賞       | 1993年 | 作曲賞           | 『The Escort』                                 | ノミネート |
| ダヴィッド・ディ・ドナテッロ賞       | 1996年 | 作曲賞           | 『明日を夢見て』                               | ノミネート |
| ダヴィッド・ディ・ドナテッロ賞       | 1999年 | 作曲賞           | 『海の上のピアニスト』                         | 受賞       |
| ダヴィッド・ディ・ドナテッロ賞       | 2000年 | 作曲賞           | 『Canone inverso - Making Love』               | 受賞       |
| ダヴィッド・ディ・ドナテッロ賞       | 2001年 | 作曲賞           | 『マレーナ』                                   | ノミネート |
| ダヴィッド・ディ・ドナテッロ賞       | 2006年 | 作曲賞           | 『題名のない子守唄』                           | 受賞       |
| ダヴィッド・ディ・ドナテッロ賞       | 2006年 | 50周年記念功労賞 | -                                              | 受賞       |
| ダヴィッド・ディ・ドナテッロ賞       | 2010年 | 作曲賞           | 『シチリア!シチリア!』                         | 受賞       |
| ダヴィッド・ディ・ドナテッロ賞       | 2013年 | 作曲賞           | 『鑑定士と顔のない依頼人』                     | 受賞       |
| ダヴィッド・ディ・ドナテッロ賞       | 2016年 | 作曲賞           | 『ある天文学者の恋文』                         | ノミネート |
| ゴールデングローブ賞                 | 1984年 | 作曲賞           | 『ワンス・アポン・ア・タイム・イン・アメリカ』 | ノミネート |
| ゴールデングローブ賞                 | 1986年 | 作曲賞           | 『ミッション』                                 | 受賞       |
| ゴールデングローブ賞                 | 1987年 | 作曲賞           | 『アンタッチャブル』                           | ノミネート |
| ゴールデングローブ賞                 | 1989年 | 作曲賞           | 『カジュアリティーズ』                         | ノミネート |
| ゴールデングローブ賞                 | 1991年 | 作曲賞           | 『バグジー』                                   | ノミネート |
| ゴールデングローブ賞                 | 1999年 | 作曲賞           | 『海の上のピアニスト』                         | 受賞       |
| ゴールデングローブ賞                 | 2000年 | 作曲賞           | 『マレーナ』                                   | ノミネート |
| ゴールデングローブ賞                 | 2015年 | 作曲賞           | 『ヘイトフル・エイト』                         | 受賞       |
| ロサンゼルス映画批評家協会賞         | 1984年 | 音楽賞           | 『ワンス・アポン・ア・タイム・イン・アメリカ』 | 受賞       |
| ロサンゼルス映画批評家協会賞         | 2001年 | 生涯功労賞       | -                                              | 受賞       |
| イタリア・ゴールデングローブ賞       | 1993年 | 作曲賞           | 『Il lungo silenzio』                          | 受賞       |
| イタリア・ゴールデングローブ賞       | 2010年 | 作曲賞           | 『シチリア!シチリア!』                         | 受賞       |
| ロカルノ国際映画祭                   | 1989年 | 名誉豹賞         | -                                              | 受賞       |
| ヴェネツィア国際映画祭               | 1995年 | 栄誉金獅子賞     | -                                              | 受賞       |
| ヨーロッパ映画賞                     | 1999年 | 生涯貢献賞       | -                                              | 受賞       |
| ヨーロッパ映画賞                     | 2005年 | 作曲賞           | 『フェイトレス ～運命ではなく～』              | ノミネート |
| ヨーロッパ映画賞                     | 2013年 | 作曲賞           | 『鑑定士と顔のない依頼人』                     | 受賞       |
| ナショナル・ボード・オブ・レビュー賞 | 2000年 | 功労賞           | -                                              | 受賞       |
| ニューヨーク映画批評家協会賞         | 2015年 | 特別賞           | -                                              | 受賞       |
| クリティクス・チョイス・アワード     | 2015年 | 作曲賞           | 『ヘイトフル・エイト』                         | 受賞       |
| シカゴ映画批評家協会賞               | 2015年 | 作曲賞           | 『ヘイトフル・エイト』                         | 受賞       |
| オースティン映画批評家協会賞         | 2015年 | 作曲賞           | 『ヘイトフル・エイト』                         | 受賞       |
| ヒューストン映画批評家協会賞         | 2015年 | 作曲賞           | 『ヘイトフル・エイト』                         | 受賞       |
| アストゥリアス皇太子賞               | 2020年 | 芸術部門賞       | -                                              | 受賞       |

## モリコーネを扱った作品
- 2023年、ドキュメンタリー映画『モリコーネ 映画が恋した音楽家』(Ennio)が日本で公開。モリコーネのドキュメンタリー[6]。